# 斜里町
斜里町（日语：／ Shari chō */?）是位於日本北海道東部的行政區劃，屬鄂霍次克綜合振興局管轄，北部面向鄂霍次克海，南部有斜里岳等高山。東部位於世界遺產之一的知床國立公園的範圍內，知床山脈貫穿半島的中部地區。當地以農業、漁業和觀光業為主，漁業方面以鮭魚和鱒魚的定網捕撈為主。其中鮭魚的漁獲量位居日本第一。
町名源自阿伊努語的「sar-i」，意思是生長蘆葦的地方。

## 歷史
- 1789年：為保護前往樺太、千島的商船，在知床半島設置斜里辦事處。[3]
- 1879年：設置斜里郡外四村戶長役場。[4]
- 1880年：知床硫磺山爆發。
- 1915年4月1日：遠音別村、朱圓町、斜里村、止別村、蒼舞村合併為斜里村，並成為北海道二級村。[5]
- 1919年4月1日：舊止別村、蒼舞村地區分村設為小清水村（現在的小清水町）。
- 1939年1月1日：改制為斜里町。
- 1943年4月1日：斜里町和小清水村各分割部分區域成立為上斜里村（現在的清里町）。

## 氣候
斜里町受到鄂霍次克海海流及冬季浮冰的影響，全年平均氣溫僅約7度。

## 交通

### 機場
- 女滿別機場（位於大空町）

### 鐵路
- 北海道旅客鐵道
  - 釧網本線：知床斜里車站 - 中斜里車站 - 南斜里車站
- 過去曾經有根北線，1970年已廢止。

### 道路
| 一般國道 - 國道244號 - 國道334號 主要地方道 - 北海道道92號斜里停車場線 - 北海道道93號知床公園線 | 道道 - 北海道道769號斜里停車場美咲線 - 北海道道802號斜里港線 - 北海道道827號越川中斜里停車場線 - 北海道道945號豐里中斜里停車場線 - 北海道道1000號富士川上線 - 北海道道1115號摩周湖斜里線 |

## 觀光景點

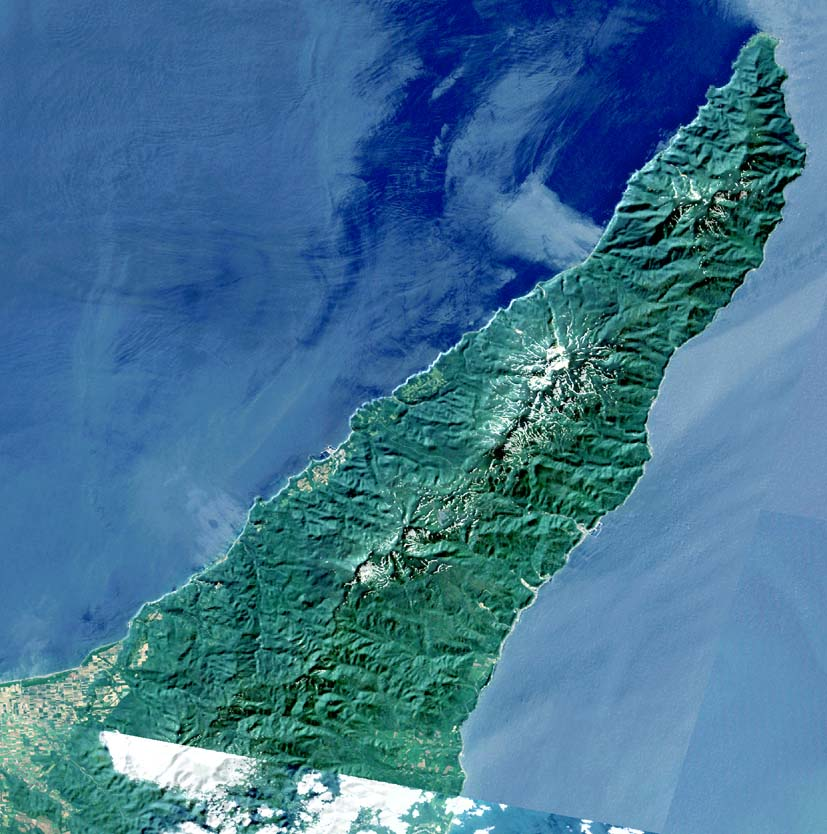
知床半島，斜里町位於半島中央山脈的西北側，東南側為羅臼町。

### 觀光
- 知床國立公園
- 神之水溫泉瀑布
- Oshinkoshin瀑布（日本瀑布百選）
- 斜里岳
- 知床五湖
- 知床岬
- 乙女之淚：瀑布
- 岩尾別溫泉
- 宇登呂溫泉
- 以久科原生花園
- 朱圓石頭圈

### 文化遺產
- 舊國鐵根北線越川橋梁（國登錄有形文化財）
- 斜里朱圓周堤墓及出土遺物（北海道指定史跡）：知床博物館藏
- 朱圓豎穴住居跡群（北海道指定史跡）
- 斜里海岸的草原群落（北海道指定天然記念物）
- 於春古春粗粒玄武岩柱状節理（北海道指定天然記念物）

## 教育

### 高等學校
- 道立北海道斜里高等學校

### 中學校
| - 斜里町立宇登呂中學校 | - 斜里町立斜里中學校 |

### 小學校
| - 斜里町立朝日小學校 - 斜里町立以久科小學校 - 斜里町立宇登呂小學校 - 斜里町立川上小學校 - 斜里町立斜里小學校 | - 斜里町立朱円小學校 - 斜里町立大榮小學校 - 斜里町立三井小學校 - 斜里町立峰濱小學校 |

## 姊妹市・友好都市

### 日本
- 竹富町（沖繩縣）：締結於1973年1月10日。[4]
- 弘前市（青森縣）：締結於1983年。

## 本地出身的名人
- 武部勤：政治家
- 武田豐樹：競速溜冰選手
- 立洸熊五郎：前相撲幕內力士
- 雷鼓：歌手

## 外部連結
- （日語）歸來人之旅 知床 （页面存档备份，存于）
- （日語）知床環境旅行(Eco-tourism)推進協議會
- （日語）斜里歴史散步
- （日語）北海道警察北見方面本部　知床通信
- （日語）斜里町社會福祉協議會